# Tramwaje w Gandawie
Tramwaje w Gandawie − system komunikacji tramwajowej działający w belgijskim mieście Gandawa. 
Tramwaje w Gandawie uruchomiono w 1875. Obecnie sieć o długości 30 km obsługują 3 linie:
1: Flanders Expo – Gent-Sint-Pieters – Kouter – Korenmarkt (centrum) – Rabot – Wondelgem – Evergem
2: Zwijnaarde Bibliotheek – Gent-Sint-Pieters – Kouter – Zuid – Gentbrugge Stelplaats – Melle Leeuw
( Dawniej 21 & 22 )
4: UZ Gent – Gent-Sint-Pieters – Rabot – Muide – Korenmarkt (centrum) – Zuid – Moscou
21: Zniesione, stara trasa : Rozemarijnbrug – Korenmarkt (centrum) – Melle Leeuw
22: Zniesione, stara trasa : Kouter – Gent-Sint-Pieters – Korenmarkt (centrum)– Gentbruuge Dienstencentrum
24: Zniesione, stara trasa : Rabot – Korenmarkt (centrum) – Melle Leeuw

## Tabor
W Gandawie wciąż są eksploatowane tramwaje PCC. W latach 1999−2007 zakupiono 41 tramwajów HermeLijn. Są to tramwaje niskopodłogowe, dwukierunkowe. 